# Sidney Sime
Sidney Sime, född 1865 eller 1867 i Manchester, död 22 maj 1941, var en engelsk målare och illustratör. Han arbetade som ung med diverse yrken och bestämde sig för försöka försörja sig som konstnär efter att ha gått några kurser vid Liverpool School of Art. Sime blev känd för sina mörka och kvicka satirteckningar och sina fantastiska målningar. År 1905 påbörjade han vad som skulle bli ett 15 år långt samarbete med författaren Lord Dunsany, vars berättelser han särskilt har blivit förknippad med. Samarbetet sträckte sig så långt att Dunsany skrev flera berättelser utifrån Simes illustrationer, i stället för det omvända.